# Aljaksandr Kassjankou
Aljaksandr Michajlawitsch Kassjankou (belarussisch Аляксандр Міхайлавіч Касянкоў; * 28. Juli 1956 in Chabarowsk, Russische SFSR) ist ein ehemaliger sowjetischer Wasserspringer aus Belarus.

## Erfolge
Aljaksandr Kassjankou sicherte sich seine erste internationale Medaille im Rahmen der Olympischen Spiele 1976 in Montreal. Beim Kunstspringen vom 3-Meter-Brett qualifizierte er sich zunächst als Fünfter für den Finaldurchgang, in dem ihm mit 567,24 Punkten das drittbeste Ergebnis gelang. Damit erhielt er hinter dem Olympiasieger aus den Vereinigten Staaten, Philip Boggs, sowie dem zweitplatzierten Italiener Franco Cagnotto die Bronzemedaille. In dieser Disziplin gewann Kassjankou ein Jahr darauf sowohl bei den Europameisterschaften in Jönköping als auch bei der Universiade in Sofia ebenfalls Bronze. Bei den Weltmeisterschaften 1978 in West-Berlin verpasste er als Vierter hinter Boggs, Falk Hoffmann und Cagnotto eine weitere Podestplatzierung. 1979 erreichte er beim erstmals in The Woodlands ausgetragenen Weltcup hinter Chris Snode und Philip Boggs wieder den dritten Platz auf dem 3-Meter-Brett. Darüber hinaus gewann er bei der Universiade in Mexiko-Stadt vom 3-Meter-Brett die Goldmedaille.
Bei den Olympischen Spielen 1980 in Moskau gelang es Kassjankou wie schon vier Jahre zuvor, ins Finale des Kunstspringens vom 3-Meter-Brett einzuziehen, diesmal mit dem viertbesten Resultat. In diesem erzielte er ebenfalls die viertbeste Punktwertung, kam in der Gesamtrechnung, die aus der Addition der Finalpunkte und der Hälfte des Vorrundenergebnisses bestand, allerdings nur auf Platz fünf.